# 结节 (病理学)
在医学領域，结节（英語：nodule）是一種小而坚实的团块，通常直径大于1厘米 。若其内充满液体，则被称为囊腫。若其位于皮表且较小（直徑小于0.5厘米）却凸起，則這種软组织肿块被称为丘疹。
结节可能出現在全身的任意部位，除了皮肤外，其他人體部位可能出現结节的有：肌腱、肌肉、声带、肺、甲状腺、肝、子宮內膜異位組織，此外神经纤维瘤病、类风湿关节炎、卡波西氏肉瘤、淋病等疾病發作時也會伴有結節。

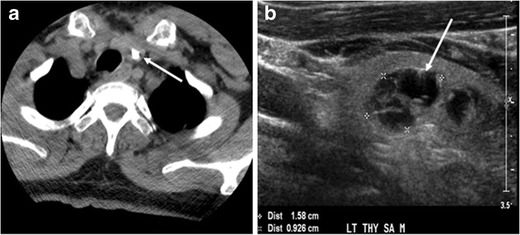
钙化性甲状腺结节的影像
肺结节